# 極東石油工業
極東石油工業合同会社（きよくとうせきゆこうぎよう）は、かつて存在した東燃ゼネラル石油グループ（現・ENEOSグループ）の企業。
2015年7月に東燃ゼネラル石油へ吸収合併された。

## 概要
京葉工業地域に製油所を持ち、東燃ゼネラル石油（現・ENEOS）の子会社であるEMGマーケティング（のちに東燃ゼネラル石油に吸収合併）およびキグナス石油にガソリン等の燃料油を、隣接する三井化学市原工場にナフサ等の石油化学原料を供給していた。
元はモービル石油と三井石油の合同出資会社であったが、東燃ゼネラル石油グループと三井石油の出資となった後に、三井石油が東燃ゼネラル石油の子会社となり、EMGマーケティング（のちに東燃ゼネラル石油に吸収合併）の完全子会社となった。
三井月曜会に参加していたが、融資面では三井住友銀行（三井銀行→太陽神戸三井銀行→さくら銀行）との関係が全くなかった（取引銀行は日本政策投資銀行と三井住友信託銀行（旧・住友信託銀行分）の2行のみ）。

## 製造拠点
- 工場 - 千葉製油所（千葉県市原市）

## 沿革
- 1963年（昭和38年）6月 - 米モービル石油（現・エクソンモービル）と三井物産の合弁で設立。
- 1968年（昭和43年）10月 - 千葉製油所操業開始。常圧蒸留装置能力60,000バーレル/日。
- 1972年（昭和47年）10月 - 常圧蒸留装置の能力を100,000バーレル/日に増強。
- 1974年（昭和49年）10月 - 常圧蒸留装置の能力を150,000バーレル/日に改造。
- 1983年（昭和58年）10月 - 常圧蒸留装置の能力を125,000バーレル/日に削減。
- 1993年（平成5年）8月 - 常圧蒸留装置の能力を138,000バーレル/日に改造。
- 1995年（平成7年）8月 - 常圧蒸留装置の能力を143,000バーレル/日に改造。
- 1997年（平成9年）8月 - 常圧蒸留装置の能力を155,000バーレル/日に改造。
- 1998年（平成10年）10月 - 常圧蒸留装置の能力を160,000バーレル/日に改造。
- 2002年（平成14年）1月 - 常圧蒸留装置の能力を175,000バーレル/日に改造。
- 2012年（平成24年）5月 - 株式会社から合同会社に組織変更。
- 2013年（平成25年）
  - 9月 - 親会社である東燃ゼネラル石油と三井物産の間で、当社と物産子会社・三井石油の株式譲渡に基本合意。
  - 10月 - 三井石油・コスモ石油との千葉製油所の事業連携について検討を開始したと発表。
- 2014年（平成26年）7月1日 - EMGマーケティング合同会社（東燃ゼネラル石油の子会社）の100%子会社となる。
- 2015年（平成27年）7月1日 - 東燃ゼネラル石油の完全子会社となると同時に、同社に吸収合併[1]。